# Hippomonavella formosa
Hippomonavella formosa is een mosdiertjessoort uit de familie van de Bitectiporidae. De wetenschappelijke naam van de soort is voor het eerst geldig gepubliceerd in 1887 door MacGillivray.